# Бибање
Бибање (мкд. Бибај) је насељено место у Северној Македонији, у северозападном делу државе. Бибање припада општини Маврово и Ростуша.

## Географски положај
Насеље Бибање је смештено у северозападном делу Северне Македоније. Од најближег већег града, Гостивара, насеље је удаљено 45 km западно.
Село Бибање се налази у горњем делу високопланинске области Река. Насеље је положено високо, на источним висовима планине Кораб. Источно од насеља тло се спушта у долину Дубоке реке, притоке реке Радике. Надморска висина насеља је приближно 1.190 метара.
Клима у насељу је планинска.

## Историја
Према подацима Васила Кнчова из 1900. године у селу је живело 90 Албанаца исламске вероисповести и 32 Албанца хришћанске вероисповести.
Према секретару Бугарске егзархије Димитру Мишеву 1905. године хришћанско становништво села чинило је 36 Албанаца.
Године 1911. у Бибању су биле 32 албанске куће. Тада је већина православних мештана била верници Српске православне цркве.
Иван Јастребов је записао да у свим селима Велике и Мале Реке, житељи и муслиани и хришћани говоре словенско-македонским наречјем. Само житељи села Жужње, Бибање и Грекај (Грекане) говоре арнаутски. Јастребов пише: На моју велику жалост, пре мојега путовања овамо, поверовао сам на реч људима који воле да откривају туђе мане, који ме увераваше да хришћани наводно не знају други језик сем арнаутски. Тако је и штампано у мојим Податцима (Податци за историју српске цркве, стр. 130.). Био сам запрепашћен када сам на лицу места чуо где ни хришћани ни "Турци" другог језика сем словенско-македонскога не знају. Мушкарци су због општења са Арнаутима на једвите јаде научили арнаутски језик па и понеке жене, али у куи свих Речана нема другог језика до словенско-македонског. Мушкарци су живећи због посла и у Бугарској, већи део године, научили и бугарски и код куће су, мало по мало уносили бугарски жаргон. Муслимани Реке се од хришћана не разликују и не задају им проблеме, за разлику од Арнаута Дебарске нахије и Малесије.

## Становништво
По попису становништва из 2002. године Нистрово је имало 31 становника.
Претежно становништво у насељу су Албанци (100%).
Већинска вероисповест у насељу је ислам. До почетка 20. века значајан део мештана је била православне вероисповести.